# Koloman Tomsich
Koloman Tomsich (* 12. Oktober 1886 in Schandorf; † 25. November 1944 in Wiener Neustadt) war ein österreichischer Landesbeamter und Politiker (SDAP). Er war von 1923 bis 1934 Abgeordneter zum Burgenländischen Landtag.

## Leben
Koloman Tomsich wurde als Sohn des Volksschullehrers Anton Tomsich aus Nikitsch geboren und wuchs in einer burgenland-kroatischen Familie als zweites von sieben Kindern, von denen drei den Lehrberuf ergriffen, auf. Tomsich absolvierte nach dem Besuch der Volksschule das Gymnasium in Győr und die Lehrerbildungsanstalt in Oberschützen. Koloman Tomsich begann seine Laufbahn als Lehrer 1905 in Kleinwarasdorf und lehrte später in Mutschendorf (beide Orte im heutigen Burgenland) und in Groß-Nahring (heute in Ungarn) bis 1922. Tomsich war ab 1923 Inspektor der kroatischen Schulen.
Tomsich war verheiratet.

## Politik
Tomsich engagierte sich in der Sozialdemokratischen Arbeiterpartei. Er war Redakteur zweier burgenländisch-kroatischer Zeitungen, Hrvatske Novine und danach Naš Glas. In letzterer vertrat er engagiert die Sache der Sozialdemokratie in Österreich. Er war Mitglied des Landesparteivorstandes und 1930 Landesleiter des Republikanischen Schutzbundes.
Tomsich vertrat die Sozialdemokratische Arbeiterpartei zwischen dem 13. November 1923 und dem 12. Februar 1934 im Burgenländischen Landtag und verlor sein Mandat nach dem Verbot der Sozialdemokratischen Partei. Nach kurzer politisch motivierter Untersuchungshaft übersiedelte er nach Wien. Ab dem 1. Dezember 1938 bis zu seinem Tode am 25. November 1944 arbeitete er als Gemeindeamtmann in Wiesen, wo er auch begraben wurde.